# Karl Heinrich Christian Bartels

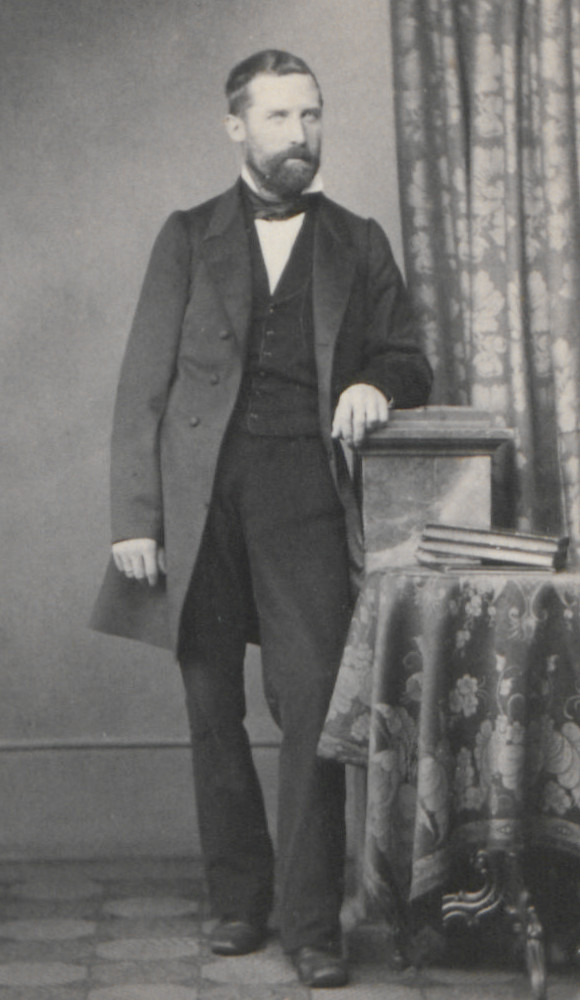
Karl Heinrich Bartels, 1861 fotografiert von Johann Martin Graack

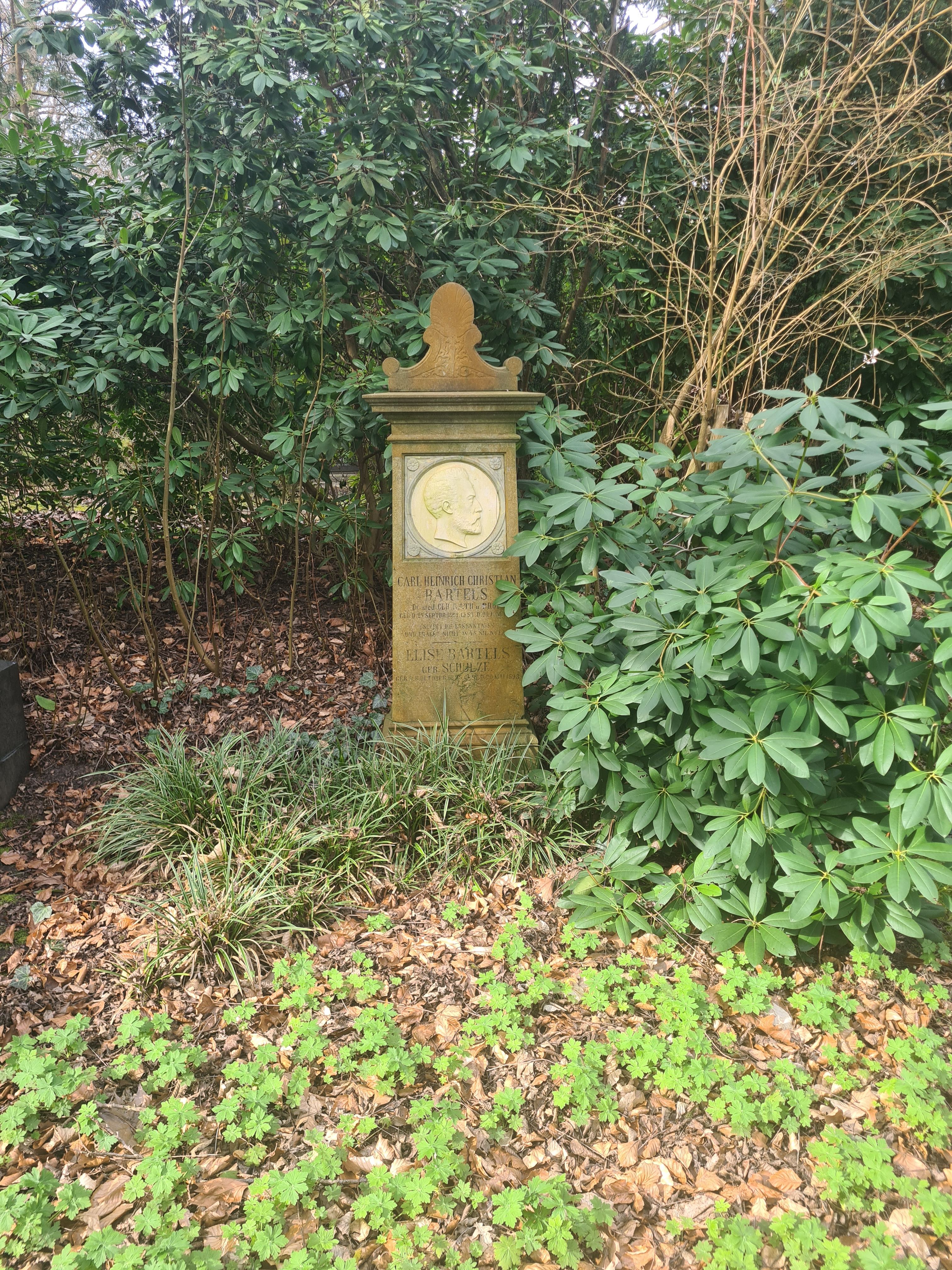
Das Grab von Karl Heinrich Christian Bartels und seiner Ehefrau Else geborene Schule auf dem Südfriedhof in Kiel

Karl Heinrich Christian Bartels, auch Carl (Heinrich Christian) Bartels (* 25. September 1822 in Meilsdorf; † 20. Juni 1878 in Kiel) war ein deutscher Arzt und Hochschullehrer. 

## Leben und Wirken
Karl Heinrich Christian Bartels war ein Sohn von Ludwig Franz Bartels (* 1782) und dessen Ehefrau Anna Catharina Johanna, geborene Hoffmann. Der Vater pachtete von 1815 bis 1839 das Gut Meilsdorf im heutigen Siek, wo Karl Heinrich Christian Bartels zur Welt kam. Der Vater musste die Pacht aufgrund finanzieller Probleme aufgeben und zog später nach Altona. Bartels erhielt Unterricht bei einem Privatlehrer und machte danach eine landwirtschaftliche Ausbildung. Da sein älterer Bruder Medizin studierte, konnten ihm seine Eltern kein eigenes Medizinstudium finanzieren. Er arbeitete stattdessen als Schreiber auf Gut Groß Flottbek und freundete sich mit Schülern des Christianeums in Altona an. Die Mäzenin Mathilde Arnemann finanzierte ihm ein Medizinstudium, das er 1845 an der Universität Kiel begann.
Da sich die Unterrichtsbedingungen an der Kieler Universität als unzureichend herausstellten, wechselte Bartels 1846 an die Universität Heidelberg. Hier hörte er Anatomie bei Friedrich Tiedemann, Physik bei Jolly, Physiologie bei Jakob Henle, Medizinische Klinik bei Pfeuffer, Chirurgie bei Franz von Chelius und Geburtshilfe bei Franz Naegele. Im Winter 1847 ging er an die Poliklinik in Kiel und assistierte Ferdinand Weber. 1848 arbeitete er für einige Zeit als Feldscher im Rantzauschen Corps und später als Unterarzt bei der Holsteinischen Armee. Louis Stromeyer übertrug Bartels aufgrund dessen praktischen Fähigkeiten und seiner Zuverlässigkeit die Schwerstverletztenversorgung an vorderster Front. 
1849 erkrankte Bartels an einer schweren Lungenkrankheit, unter der er lebenslang zu leiden hatte und die ein chronisches Lungenemphysem auslöste. Nach dem medizinischen Staatsexamen 1850 promovierte er an der Kieler Universität und arbeitete danach als Assistenzarzt an der Medizinischen Poliklinik bei Carl Conrad Theodor Litzmann, Louis Stromeyer und Wilhelm Griesinger. Nach der Habilitation 1851 wirkte er als Assistent Friedrich Theodor von Frerichs an der Medizinischen Klinik und erhielt von ihm eine Einführung in die physiologische Chemie. Bartels selbst gab Kurse über physikalische Diagnostik. Nach dem Weggang von Frerichs übernahm Bartels die kommissarische Leitung der Medizinischen Poliklinik. Danach arbeitete er als Assistent des neuen Leiters Emil Friedrich Götz.
1854 übernahm Bartels eine bis dahin von Georg Weber geführte Praxis. Der Mediziner erfuhr aufgrund seiner Expertise und Beliebtheit derart großen Zulauf, dass er noch im selben Jahr die Tätigkeit als Assistenzarzt an der Medizinischen Poliklinik beendete. 1856 gründete er gemeinsam mit Pan den Physiologischen Verein. Nach dem Tod Emil Friedrich Götzes 1858 übernahm Bartels die Leitung der Poliklinik. 1859 erhielt er einen Ruf als ordentlicher Professor für Pathologie und als Direktor der Medizinischen Klinik. 1864 erhielt er einen Ruf auf eine Professur in Nürnberg, dem er jedoch nicht nachkam. 1865 gründete er den Verein Schleswig-Holsteinischer Ärzte und den Localverein Kiel für gemeinsame Arbeit im Gebiet der gesamten Heilkunde mit.
1870 bekam Bartels, der privat mit Julius Friedrich Cohnheim verbunden war, eine Pleuritis. Er reiste zu mehreren Kuren in Davos, Wiesbaden und Montreux, ohne wieder vollständig gesund zu werden. Er starb 1878 in Kiel. Sein Freund und Dichter Klaus Groth verfasste anlässlich des Todes ein Gedicht. Sein Grab befindet sich auf dem Kieler Südfriedhof (L 26).

## Werke
In seinen Arbeiten beschrieb Bartels unter anderem die Behandlung von Typhus mit Kaltwasser, die Behandlung von Fiebererkrankungen mittels Kälte, die mechanische Behandlung des Magens, Nierenkrankheiten, insbesondere chronischen Nierenentzündungen, und den Gebrauch von Salizylsäure in der Therapie. 1875 verfasste er als Hauptwerk das Handbuch der Krankheiten des Harnapparates.